# Vilhjalmur Stefansson

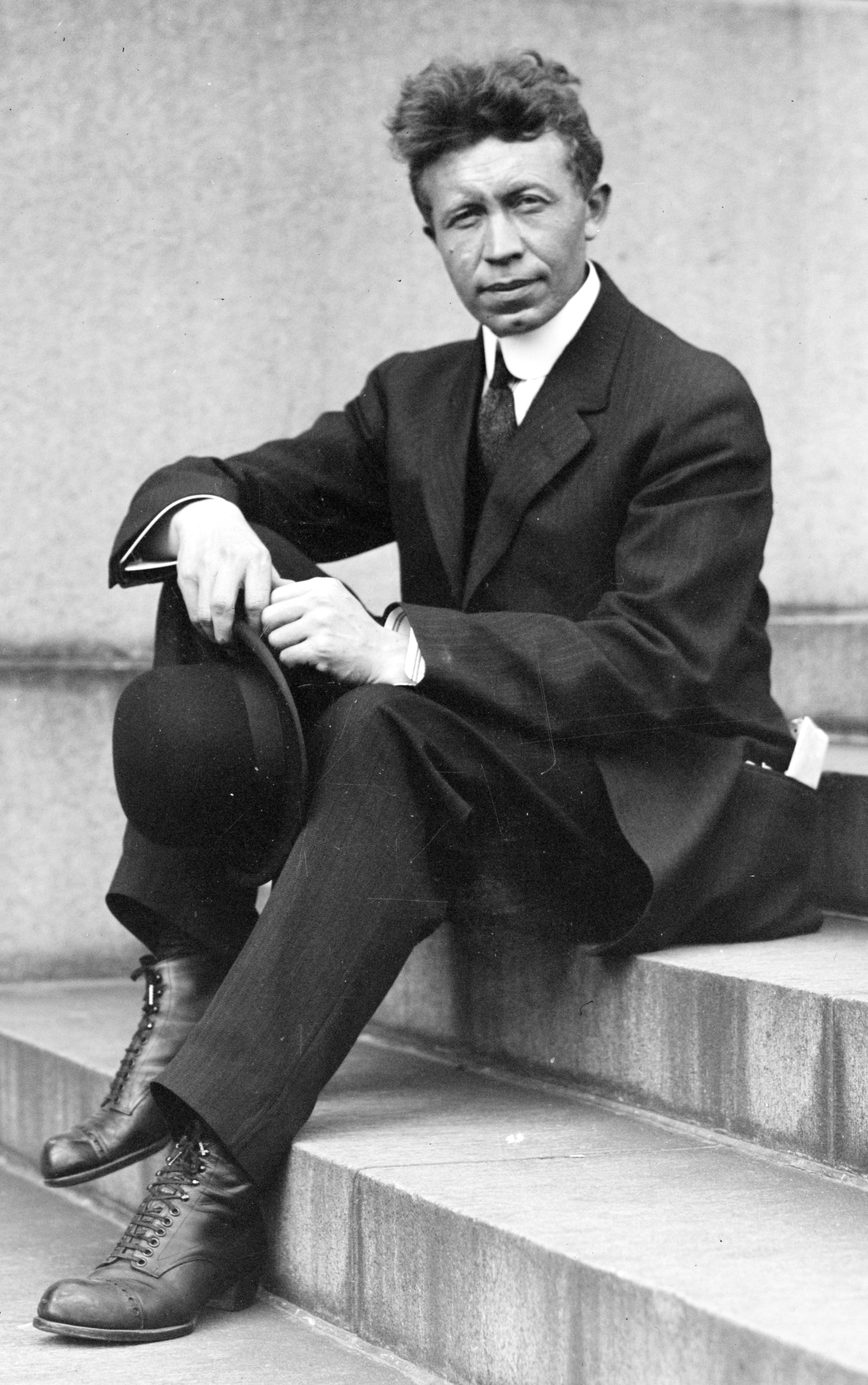
Vilhjalmur Stefansson

Vilhjalmur Stefansson (ur. 3 listopada 1879 w Gimli, Manitoba, zm. 26 sierpnia 1962) – kanadyjski etnolog i odkrywca Arktyki islandzkiego pochodzenia.